# Tarma (herb szlachecki)

Tarma

Tarma (Tarmen) – kaszubski herb szlachecki.

## Opis herbu
Opis z wykorzystaniem zasad blazonowania, zaproponowanych przez Alfreda Znamierowskiego:
Na tarczy dzielonej w skos lewy, w polu górnym, błękitnym, pół lwa czerwonego, wspiętego, pole dolne złote. Klejnot: Nad hełmem bez korony panna o włosach srebrnych, sukni złotej, trzymająca w prawicy trzy listki koniczyny zielone na jednej gałązce. Labry: błękitno-czerwone, podbite złotem.

## Najwcześniejsze wzmianki
Herb pojawił się po raz pierwszy na mapie Pomorza Lubinusa z 1618, a następnie w herbarzach Nowy Siebmacher, Ledebura (Adelslexikon der preussichen Monarchie von...) oraz Żernickiego (Der polnischen Adel, Die polnischen Stamwappen).

## Rodzina Tarma
Drobna, rzadko wzmiankowana rodzina z ziemi lęborskiej, gdzie zamieszkiwali wieś Dziechlino. Pierwsze wzmianki o rodzinie z lat 1575, 1601, 1605, 1608, 1618, 1621 dotyczą potwierdzenia lenna w Dziechlinie. Poza aktami lennymi, rodzina wzmiankowana w roku 1590 (dwóch Tarmów), 1658 (Jakub i Franciszek "die Tarmen"), 1683 (Frantz von Tarmen), 1688, 1692 (Frantz Tarma). Kolejnych wzmianek brak, co każe sądzić, że rodzina wygasła w XVII wieku (Ledebur przyisuje jej jeszcze w roku 1730 wieś Skórowo, zapewne błędnie).

## Herbowni
Tarma (Tarmen, Termen, Zarmen).